# Szczecin
Szczecin (← poloneză, AFI ['ʃʧɛtɕin], în germană Stettin, în latină Stetinum sau Sedinum) este un municipiu în Polonia și primul port polonez ca mărime la Marea Baltică. Orașul este capitala voievodatului Pomerania Occidentală și are o populație de aproximativ 411.119 de locuitori (2005).
Szczecin este situat în nord-vestul Poloniei, pe malurile râului Oder, lângă coasta baltică și granița cu Germania. Partea vestică a municipiului este cunoscută ca „Malul Stâng” (Lewobrzeże) și partea estică ca „Malul Drept” (Prawobrzeże). Între cele două părți a orașului este un arhipelag de insule, multe dintre ele având infrastructură portuară.

## Nume
Surse medievale arată diferite nume pentru municipiu: Stetin (1133), Stetyn (1188), Priznoborus vir nobilis in Stetin, Symon nobilis Stettinensis (1234), in vico Stetin (1240), Barnim Dei gratia dux Pomeranorum... civitati nostri Stetin (1243), Stityn (1251), Stitin (secolul XIII). Sunt diverse etimologii pentru originea numelui Szczecin, care în latină a fost cunoscut ca Stetinum și în germană ca Stettin.
- Szczecin vine de la cuvântul szczyt, care înseamnă vârf (vârf de deal) în poloneza modernă, dar și scut lung în poloneza veche. Deci, Szczecin înseamnă un oraș situat pe un vârf de deal, sau un oraș fortificat.
- Szczecin vine de la numele personal Szczuka și înseamnă orașul lui Szczuka.
- Szczecin vine de la numele personal Szczeta/Szczota și înseamnă orașul lui Szczota

În secolul XVI, literatura poloneză folosea două diferite variante a numelui: Szczecin, bazat pe pronunția poloneză, și Sztetyn, bazat pe pronunția germană. Forma Szczecin a rămas forma preferată în secolele următoare și a fost confirmată oficial în secolul XIV, deși încă orașul nu era pe teritoriul polonez. Înainte de 1945, când încă orașul avea o populație majoritar germană, era cunoscut local și internațional ca Stettin (pronunțat Ștetin), numele german.

## Istorie

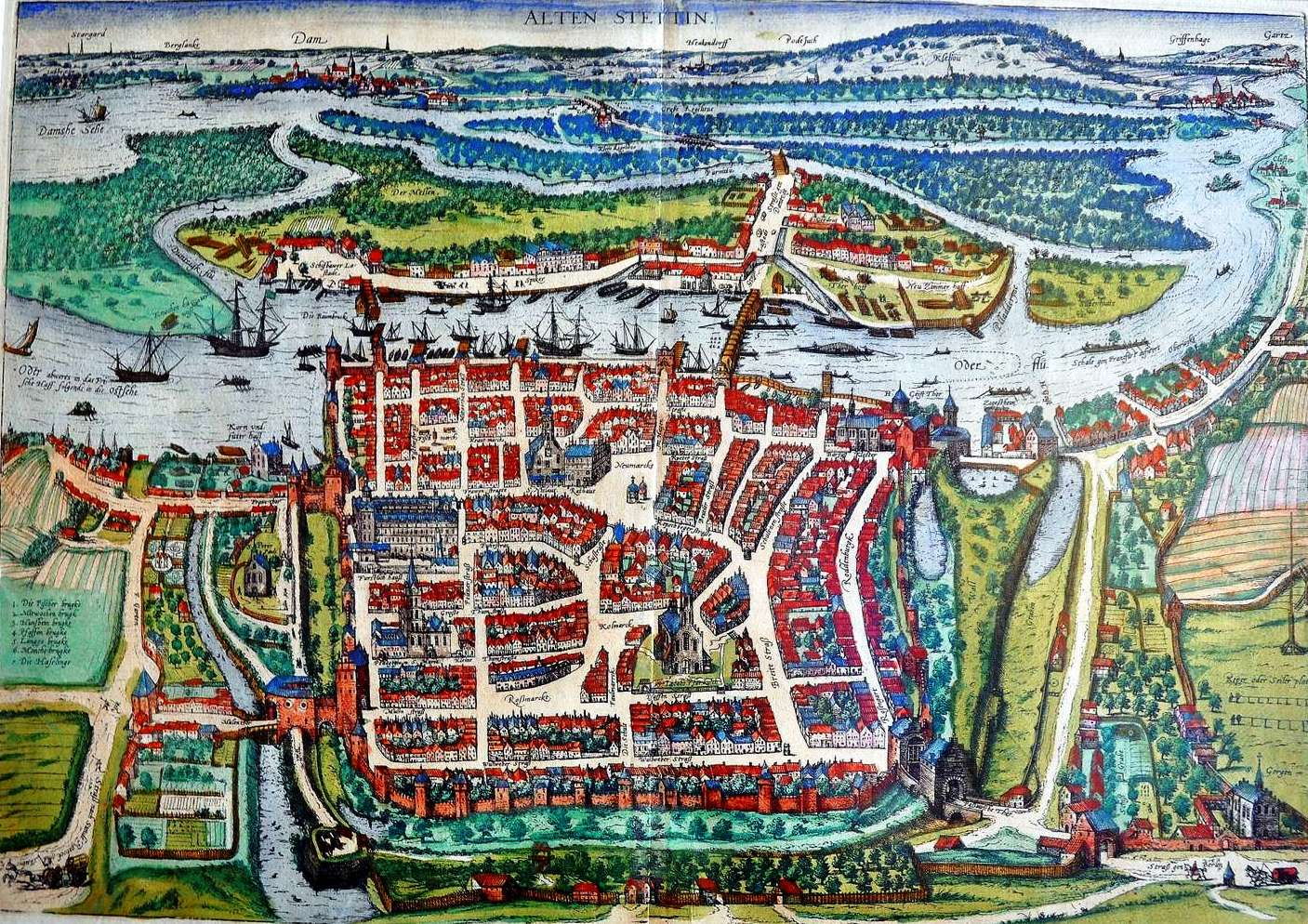
Szczecin în 1581

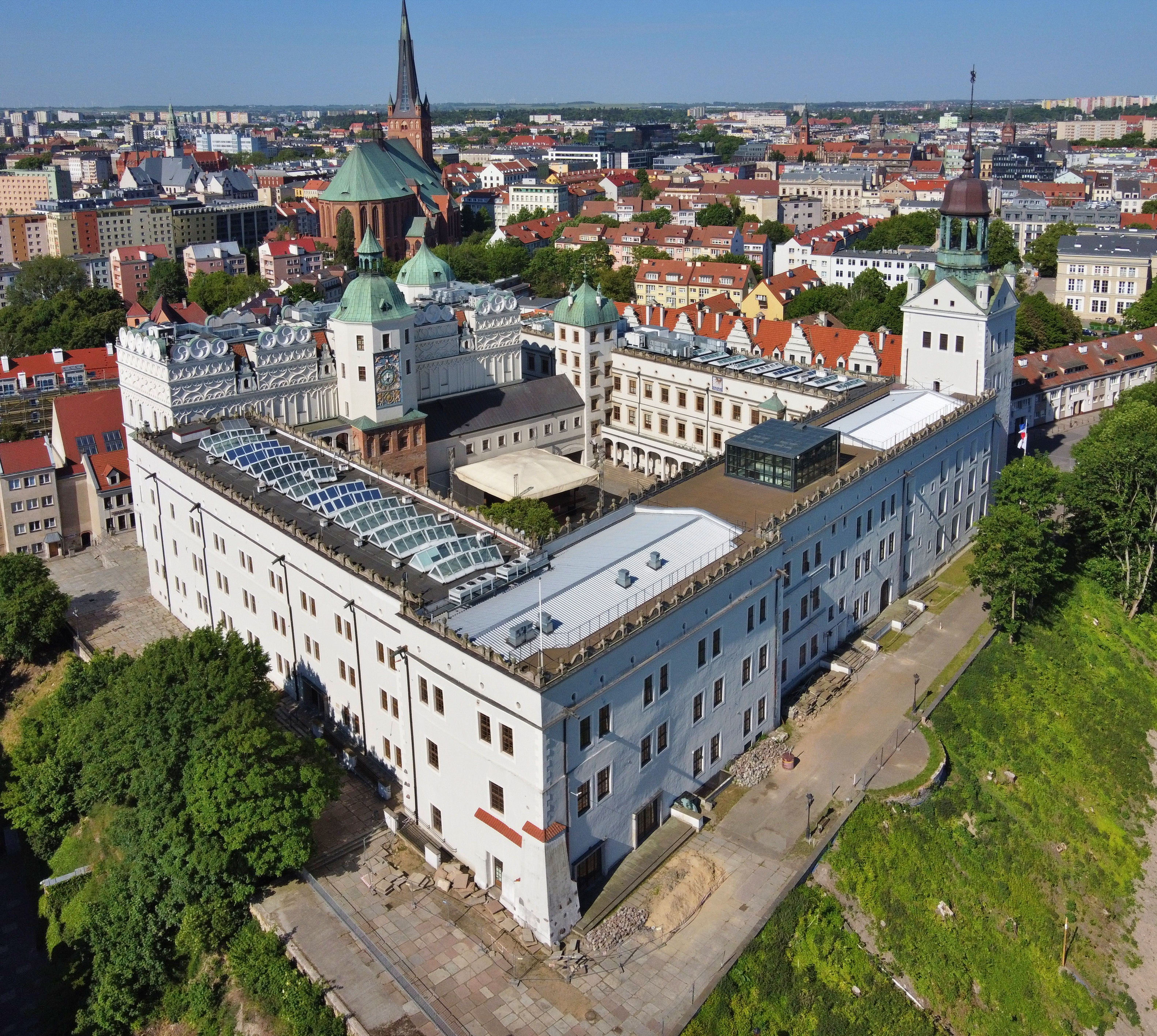
Castelul din Szczecin

Potrivit istoricilor polonezi Szczecin ar fi fost o fortăreață a triburilor vest-slave a pomorenilor, întemeiată în secolul VIII pentru controlul gurilor Odrei. Orașul a fost un centru important de comerț, cu 10.000 de locuitori, când a fost convertit la creștinism de Boleslav al III-lea al Poloniei. În 1181 trece, împreună cu întregul Ducat al Pomeraniei de Vest, la Sfântul Imperiu Roman, populația slavă asimilându-se în cea germană. Ca municipiu medieval, a devenit autonom în 1243 și până în anii 1630 a fost capitala a Ducatului Pomeraniei din cadrul Sfântului Imperiu Roman de Națiune Germană. În 1648, conform Păcii Westphalice, împaratul german ceda Pomerania Anterioară, inclusiv Stettinul, Regatului Suediei, deși regiunea rămînea formal parte a Sfântului Imperiu Roman de Națiune Germană.  După Marele Război Nordic, în 1720, suedezii au fost forțati să cedeze Stettinul cu împrejurimile Regatului Prusiei. Stettinul a rămas parte a Prusiei și după aceea a Germaniei până în 1945. Conform deciziilor Conferinței de la Potsdam din 2 august 1945 orașul a fost cedat Poloniei (în pofida rezistenței lui Winston Churchill care semnala faptul că zona Stettin se află la vest de linia Oder-Neisse) și populat cu polonezi (originari preponderent din Vilnius), în timp ce populația germană (peste 99 % din populația orașului conform datelor din 1939) a fost expulzată în Germania de Vest. Ca și capitală a voievodatului Szczecin, orașul a fost reconstruit și a devenit un centru important industrial.  În anul 1999, după reorganizarea administrativă a Poloniei, a devenit capitala voievodatului Pomerania Occidentală.

### Ducii Pomeraniei de Vest
- 1160-1187 Boguslaw I
- 1156-1180 Boguslaw I, Kazimierz I
- 1202-1220 Boguslaw II
- 1220-1278 Barnim I Dobry
- 1278-1295 Barnim II, Otto I și Boguslaw IV
- 1295-1344 Otto I
- 1344-1368 Barnim III cel Mare
- 1368-1372 Kazimierz III
- 1372-1404 Swietobor I și Boguslaw VII
- 1404-1413 Swietobor I
- 1413-1428 Otto II și Kazimierz V
- 1428-1435 Kazimierz V
- 1435-1451 Joachim I Mlodszy
- 1451-1464 Otto III
- 1464-1474 Eryk II
- 1474-1523 Boguslaw X
- 1523-1531 Jerzy I și Barnim X
- 1531-1569 Barnim IX
- 1569-1600 Jan Fryderyk
- 1600-1603 Barnim X
- 1603-1606 Boguslaw XIII
- 1606-1618 Filip II
- 1618-1620 Franciszek I
- 1620-1625 Boguslaw XIV

### Persoane faimoase originare din Szczecin
- Bogislav Philip von Chemnitz (1605 - 1678), istoric și jurist constituțional;
- Ecaterina cea Mare (1729 - 1796), principesă germană de Anhalt-Zerbst, ulterior împărăteasa Rusiei;
- Friedrich Gilly (1772 - 1800), arhitect german;
- Friedrich Graf von Wrangel (1784 - 1877), mareșal al Prusiei
- Carl Gustav Friedrich Hasselbach (1809 - 1882), primarul orașului Magdeburg
- Carl Ludwig Schleich (1859 - 1922), autor;
- Alfred Döblin (1878 - 1957), scriitor german;
- Heinrich George (1893 - 1946), actor german
- Manfred Stolpe (n. 1936), prim ministru al landului german Brandenburg și ministru federal în guvernul lui Gerhard Schröder din 2002
- Christian Tomuschat (n. 1936), expert în drept internațional, profesor la Universitatea Humboldt din Berlin;
- Tadeusz Zwiefka (n. 1954), jurnalist, membru al Parlamentului European
- Chava Alberstein (n. 1947), cântăreață, compozitoare și  autoare de texte israeliană  în ebraică și idiș;
- Ilona Ostrowska (n. 1974), actriță.

### Populație istorică
- Secolul XII: 5.000 de locuitori
- 1720: 6.000 de locuitori
- 1740: 12.300 de locuitori
- 1816: 21.500 de locuitori
- 1843: 37.100 de locuitori
- 1861: 58.500 de locuitori
- 1872: 76.000 de locuitori
- 1890: 116.228 de locuitori
- 1910: 236.000 de locuitori
- 1939: 382.000 de locuitori
- 1960: 269.400 de locuitori
- 1970: 338.000 de locuitori
- 1975: 369.700 de locuitori
- 1980: 388.300 de locuitori
- 1995: 418.156 de locuitori
- 2000: 415.748 de locuitori
- 2002: 415.117 de locuitori
- 2003: 414.032 de locuitori
- 2004: 411.900 de locuitori
- 2005: 411.119 de locuitori

## Politică

### Administrație locală
Szczecin este administrat de un consiliu municipal și un primar. Primarul (prezydent miasta) și consiliul sunt aleși în fiecare patru ani de populația orașului. Primarul curent este Piotr Krzystek.
Orașul este împărțit în multe districte, sau sectoare, de guvern local, numite în poloneză rady osiedla. Acestea au fiecare consiliul lor și sunt responsabile pentru infrastructură minoră ca și copaci, bănci de parc, fântâni, etc.

### Membri ai Parlamentului European din Szczecin
Szczecin are doi reprezentanți în Parlamentul European:
- Zdzislaw Chmielewski, PO, rector a Universității din Szczecin
- Boguslaw Liberadzki, SLD-UP, economist, ministru de transport

În plus, Sylwester Chruszcz, de la LRP, care reprezintă electoratul Silesian, trăiește în Szczecin.

## Economie
Szczecin are cel mai mare șantier naval din Polonia, care recent a dat faliment dar a fost reabilitat cu succes. Orașul este și un centru industrial important, mai ales în procesarea fierului.

### Companii principale

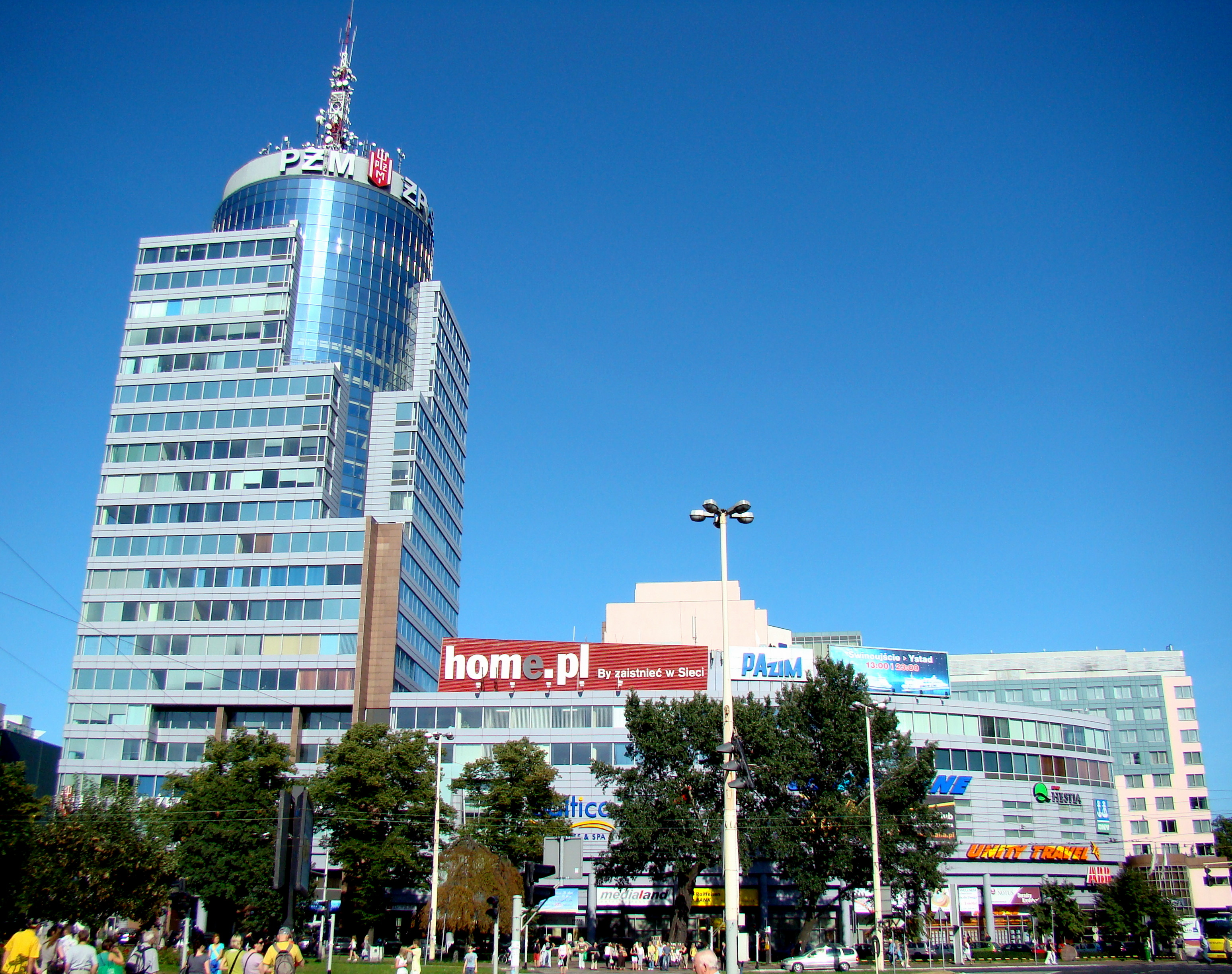
Polska Żegluga Morska SA/PAZIM

Următoarele companii sunt bazate în Szczecin:
- Swedwood Poland SA, Szczecin
- Zespół Elektrowni Dolna Odra SA, Nowe Czarnowo
- Stocznia Szczecińska Nowa sp. z o.o., Szczecin
- Polska Żegluga Morska SA, Szczecin
- Netto Artykuły Żywnościowe sp. z o.o., Kobylanka
- Komfort sp. z o.o., Szczecin
- Petrocargo/OW Bunker sp. z o.o., Szczecin
- Vobis Microcomputer sp. z o.o., Szczecin
- PZE Cefarm-Szczecin SA, Szczecin
- Bosman Browar Szczecin SA, Szczecin
- home.pl, Szczecin
- Agencja Reklamowa Anny Turkiewicz, Szczecin
- Agryf SA, Szczecin
- Drobimex, Szczecin

## Cultură

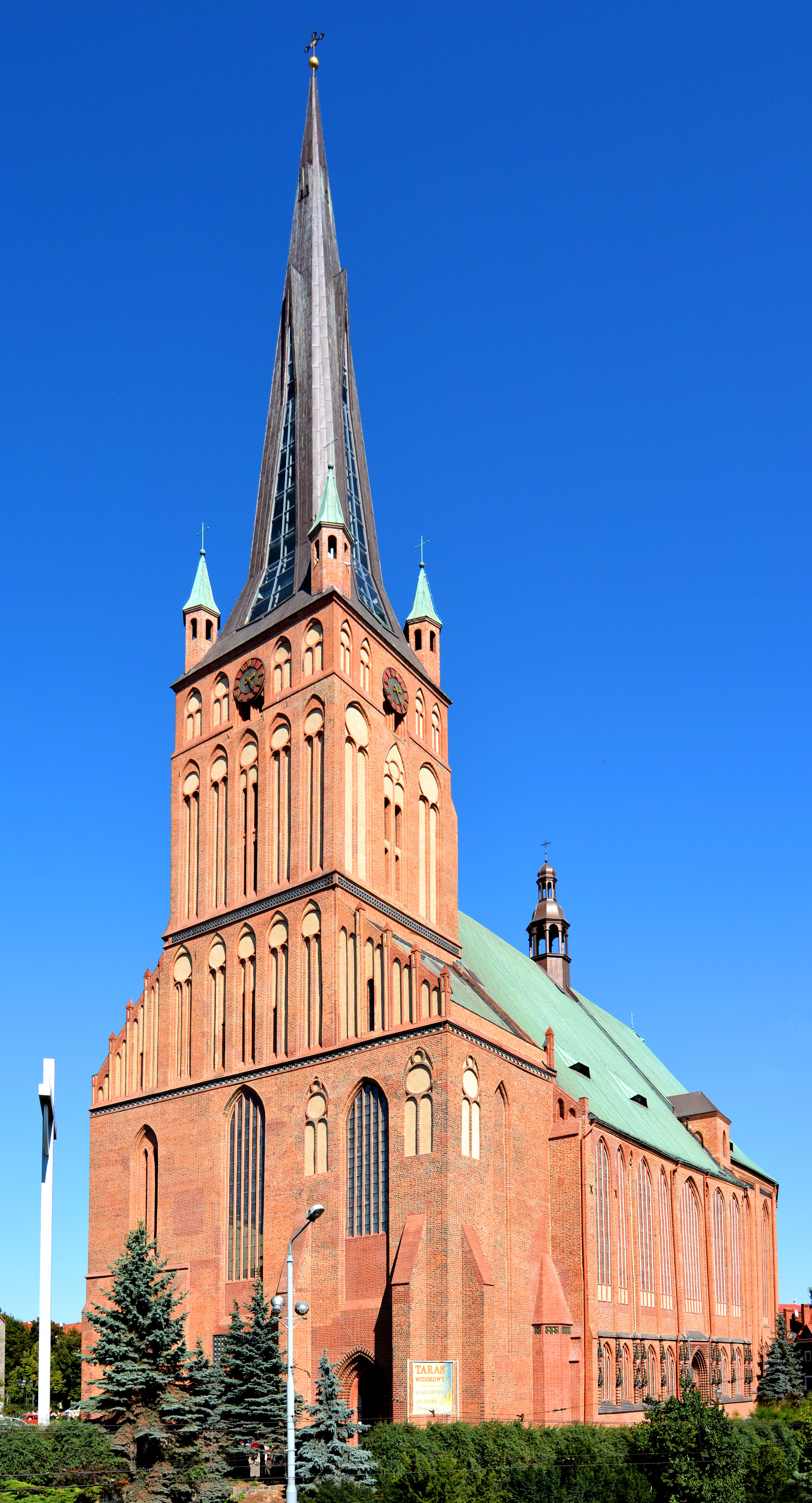
Catedrala din Szczecin

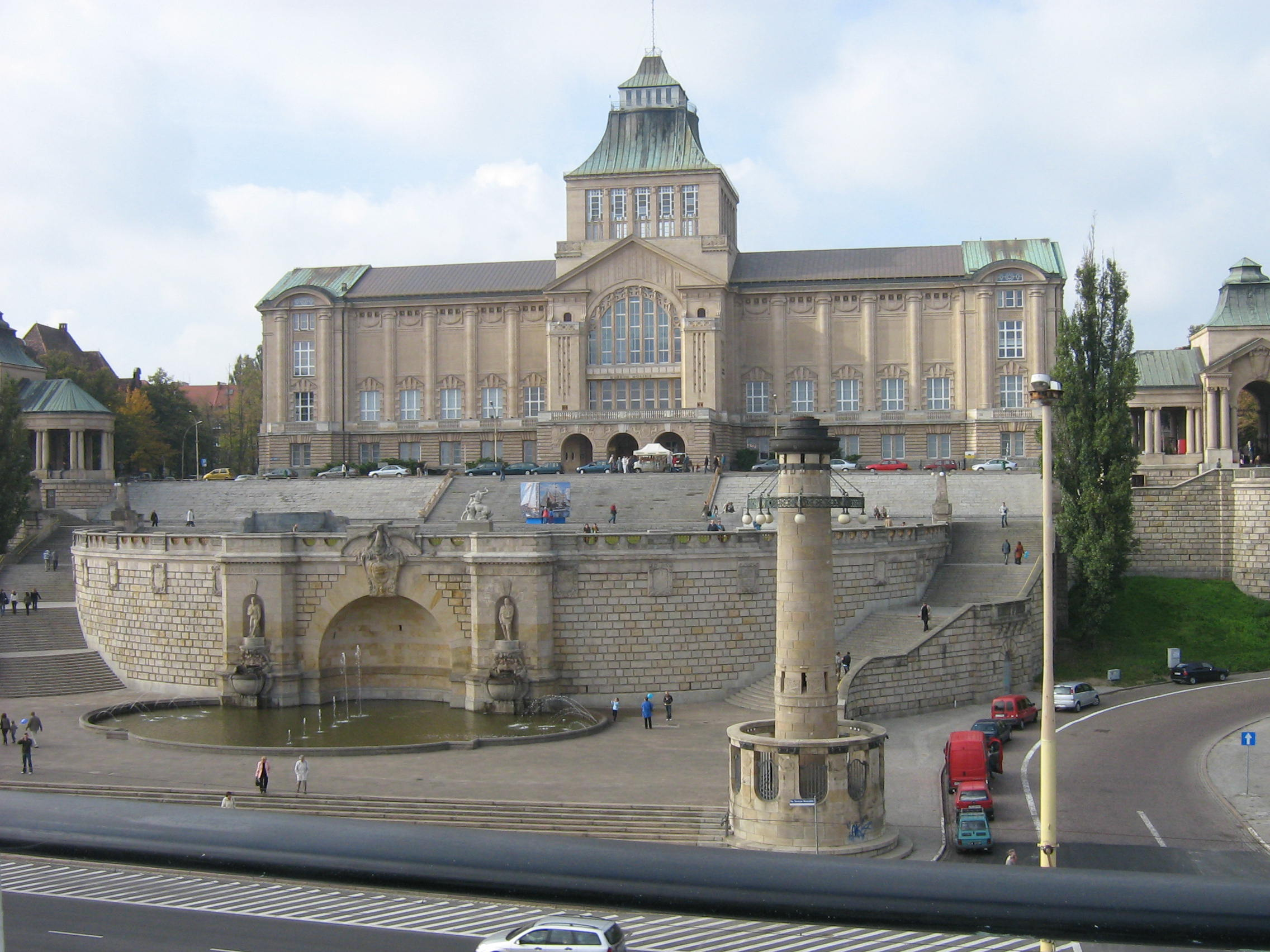
Muzeul Național din Szczecin

Orașul are diverse instituții culturale în domeniile de arte plastice, muzică și teatru, incluzând:
- Catedrala din Szczecin
- Muzeul Național, filiala Szczecin (Muzeum Narodowe w Szczecinie), care este împărțit în trei secții:
  - Muzeul Orașului Szczecin (Muzeum Miasta Szczecina)
  - Muzeul Maritim (Muzeum Morskie)
  - Galeria de Artă Contemporană (Galeria Sztuki Współczesnej)
- Teatrul Kana (Teatr Kana)
- Teatrul Modern (Teatr Współczesny)
- Opera în Castel (Opera na Zamku)
- Teatrul Polonez (Teatr Polski)
- Teatrul Pleciuga (Teatr Pleciuga)

## Educație și știință

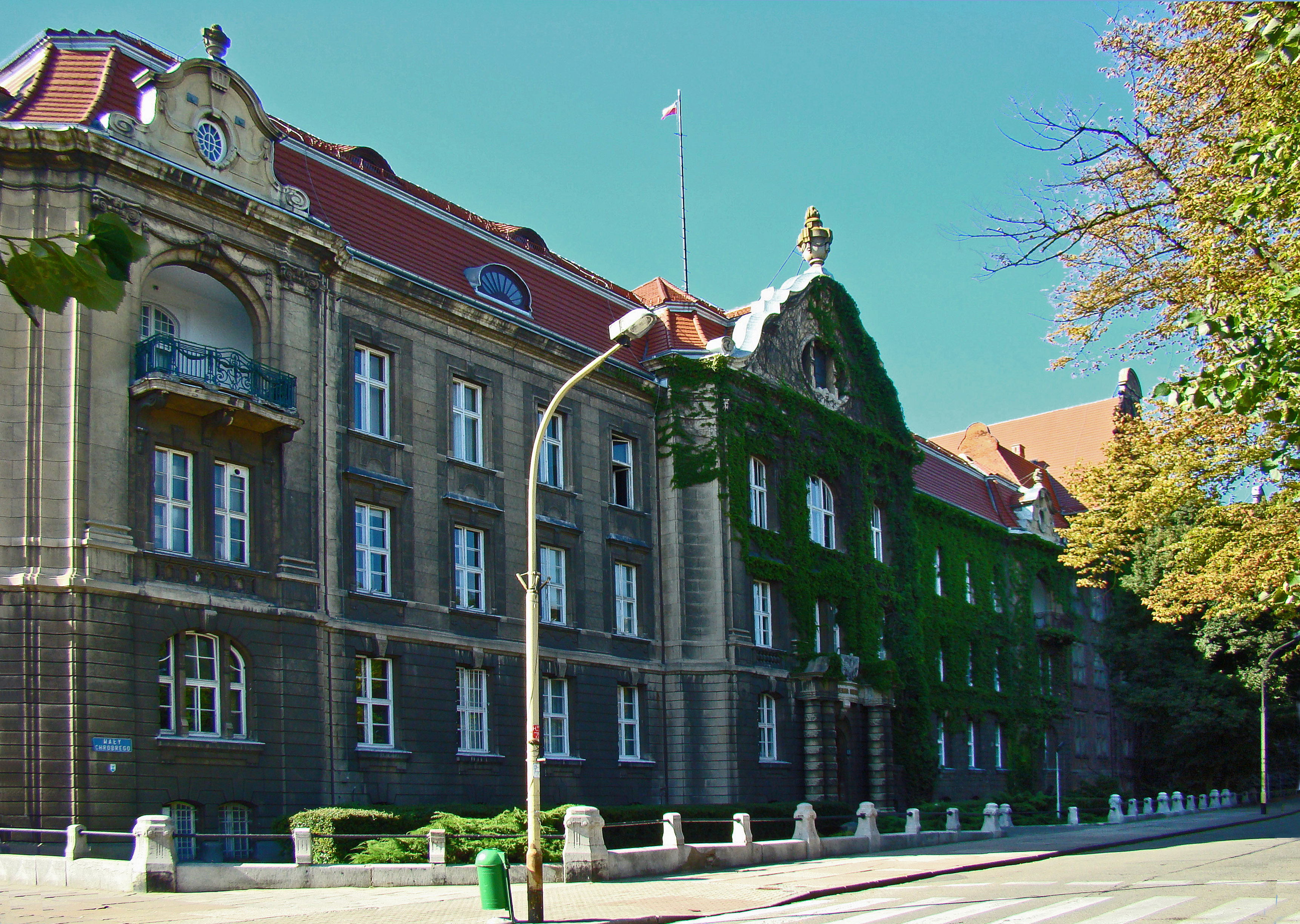
Universitatea Maritimă din Szczecin

Printre instiuțiile de educație și știință din Szczecin se numără:
- Universitatea din Szczecin (Uniwersytet Szczeciński), cu 35.000 de studenți
- Politehnica din Szczecin (Politechnika Szczecińska)
- Universitatea Medicală din Pomerania (Pomorska Akademia Medyczna)
- Universitatea Agriculturală din Szczecin (Akademia Rolnicza w Szczecinie)
- Filială a Academiei de Muzică din Poznan (Akademia Muzyczna w Poznaniu)
- Universitatea Maritimă din Szczecin (Akademia Morska w Szczecinie)
- Școala de Afaceri din Pomerania de Vest (Zachodniopomorska Szkoła Biznesu)
- Academia Integrării Europene (Wyższa Szkoła Integracji Europejskiej)
- Instititul Pomeraniei de Vest (Instytut Zachodnio-Pomorski)
- Societatea Științifică din Szczecin (Szczecińskie Towarzystwo Naukowe)

## Sport

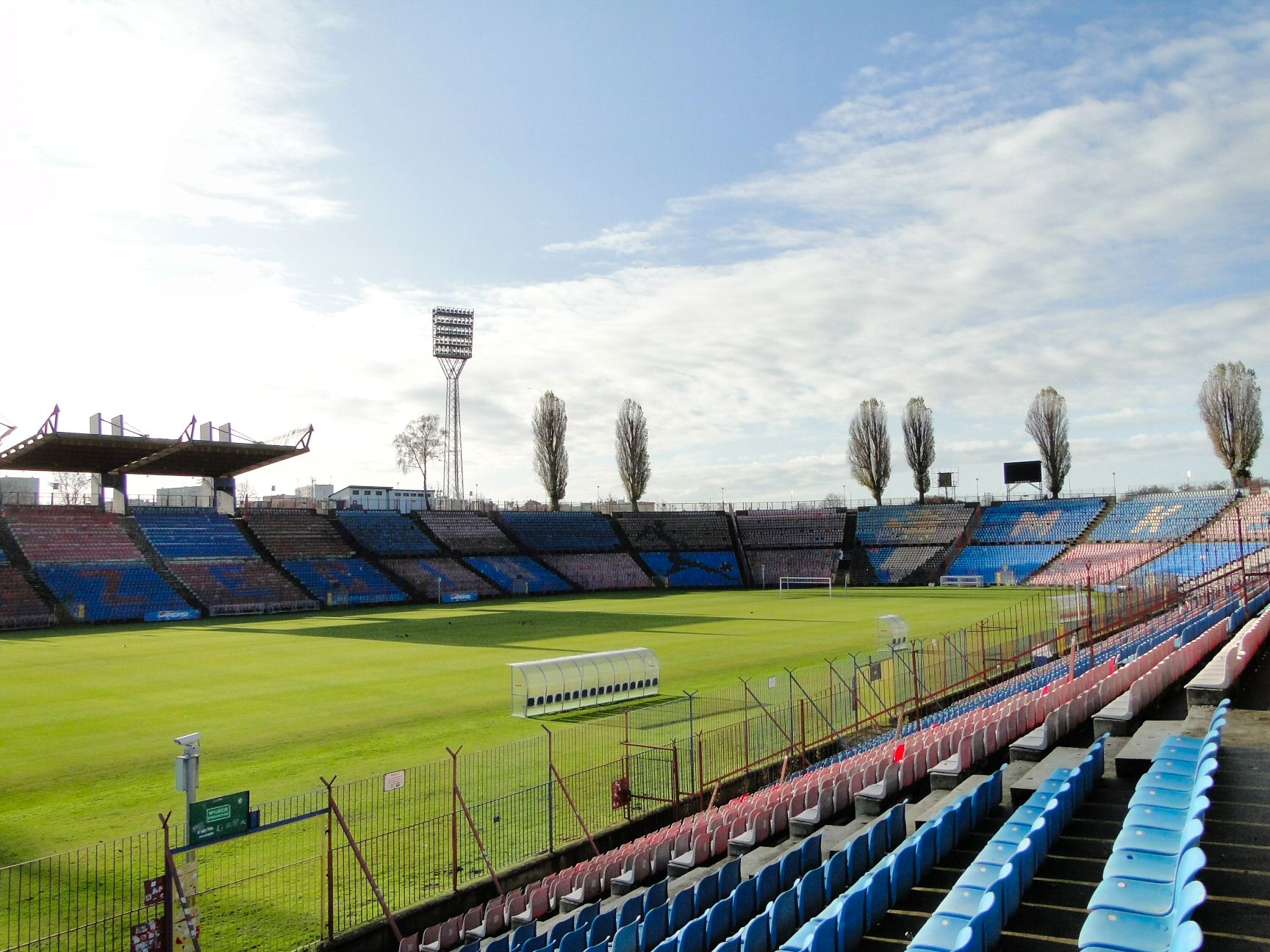
Stadionul Municipal

Orașul are multe echipe profesioniste de sport, cel mai popular sport fiind fotbalul. Sport amator este jucat de mii de locuitori a orașului și la școli la toate nivelele (primar, secundar și universitar).

### Echipe profesioniste
- Pogoń Szczecin - echipă de fotbal
- Arkonia Szczecin - echipă de fotbal
- Pogoń Szczecin II - echipă de fotbal
- KS Piast Szczecin - echipă de volei feminin
- Łącznościowiec Szczecin - echipă de handbal feminin

Szczecin

## Personalități născute aici
- Aleksandra Zimny (n. 1996), handbalistă.